# The Man Who (film, 1921)
Pour les articles homonymes, voir The Man Who.
Pour plus de détails, voir Fiche technique et Distribution.
The Man Who est un film américain réalisé par Maxwell Karger et sorti en 1921.

## Fiche technique
- Réalisation : Maxwell Karger
- Scénario : June Mathis, d'après l'histoire courte The Man Who de Lloyd Osborne
- Photographie : Arthur Martinelli
- Production : Metro Pictures
- Durée : 6 bobines[1]
- Date de sortie : 4 juillet 1921

## Distribution
- Bert Lytell : Bedford Mills
- Lucy Cotton : Helen Jessop
- Virginia Valli : Mary Turner
- Frank Currier : St. John Jessop
- Tammany Young : Shorty Mulligan
- Fred Warren : Bud Carter
- Clarence Elmer : Radford Haynes
- William Roselle : Bing Horton
- Mary Louise Beaton : Sarah Butler
- Frank R. Strayer : Jack Hyde